# Erigonoplus
Erigonoplus és un gènere d'aranyes araneomorfes de la subfamília Erigoninae, dins de la família Linyphiidae.
Fou descrit per primera vegada per Eugène Louis Simon l'any 1884.
És sinònim dels gèneres Cotyora Simon, 1926 i Erigonopterna Miller, 1943
Es pot trobar a la zona paleàrtica.

## Llista d'espècies
Segons The World Spider Catalog 12.0:
- Erigonoplus castellanus (O. Pickard-Cambridge, 1875)
- Erigonoplus depressifrons (Simon, 1884)
- Erigonoplus dilatus (Denis, 1949)
- Erigonoplus globipes (L. Koch, 1872)
- Erigonoplus inclarus (Simon, 1881) (Espècie tipus)
- Erigonoplus inspinosus Wunderlich, 1995
- Erigonoplus jarmilae (Miller, 1943)
- Erigonoplus justus (O. Pickard-Cambridge, 1875)
- Erigonoplus kirghizicus Tanasevitch, 1989
- Erigonoplus latefissus (Denis, 1968)
- Erigonoplus minaretifer Eskov, 1986
- Erigonoplus nasutus (O. P.-Cambridge, 1879)
- Erigonoplus nigrocaeruleus (Simon, 1881)
- Erigonoplus ninae Tanasevitch & Fet, 1986
- Erigonoplus nobilis Thaler, 1991
- Erigonoplus sengleti Tanasevitch, 2008
- Erigonoplus setosus Wunderlich, 1995
- Erigonoplus sibiricus Eskov & Marusik, 1997
- Erigonoplus simplex Millidge, 1979
- Erigonoplus spinifemuralis Dimitrov, 2003
- Erigonoplus turriger (Simon, 1881)
- Erigonoplus zagros Tanasevitch, 2009